# Vincenzo Bianco
Vincenzo Bianco, alias colonnello Krieger (Torino, 11 febbraio 1898 – Fiuggi, 1º agosto 1980), è stato un politico, antifascista e giornalista italiano, dirigente di primo piano del Partito Comunista d'Italia e del Partito Comunista Italiano.

## Biografia
Nato da una famiglia operaia originaria di La Cassa, s'iscrisse al Partito Comunista d'Italia sin dalla sua fondazione. All'avvento del Fascismo prese dapprima la via della Francia, per riparare poi in Belgio, Lussemburgo e a Berlino. Rappresentante ufficiale della sezione italiana del PCd'I nella Terza Internazionale (Comintern), partecipò da volontario, in qualità di commissario politico delle brigate internazionali e di capo di stato maggiore della XIV brigata "La Marsellesa", alla guerra civile spagnola, dove assunse lo pseudonimo di "colonnello Krieger" (che in tedesco significa "guerriero"). Rimasto ferito, passò poi a comandare la XIII brigata "Dombrowski" che combatté contro gli italiani del Corpo Truppe Volontarie. Mantenne il vecchio pseudonimo anche durante la seconda guerra mondiale in Unione Sovietica, dove lavorò alla Glavlit, organismo che si occupava della censura sulla stampa, e a Radio Milano-Libertà.
Fu Vincenzo Bianco a firmare per conto del Partito Comunista Italiano la decisione di sciogliere l'Internazionale nel 1943.
Nei primi mesi del 1944 un aereo sovietico lo paracadutò nei pressi di Drvar, quartier generale del maresciallo Tito, e assunto il nome di battaglia di "Vittorio", firmò un documento favorevole all'annessione di Trieste alla Iugoslavia (di cui aveva trattato tra febbraio e marzo del '43 in uno scambio epistolare con Togliatti, alias Ercoli, dove tra l'altro si parlava anche del destino dei prigionieri di guerra italiani dell'ARMIR nei gulag di Stalin, lettera che Achille Occhetto, quando nel 1992 venne alla luce, definì "agghiacciante", e che, tuttavia, risulterà manipolata dallo storico Franco Andreucci ), accordo quasi immediatamente sconfessato dal PCI.
Nel giugno 1950 fu sospeso da ogni incarico di partito e dal dicembre dello stesso anno passò quindi a lavorare presso l'Unità, organo di stampa ufficiale del PCI, dal cui archivio traduceva dal russo articoli della Pravda, incarico che tenne fino alla morte.